# Dłuższe zakończenie Ewangelii Marka

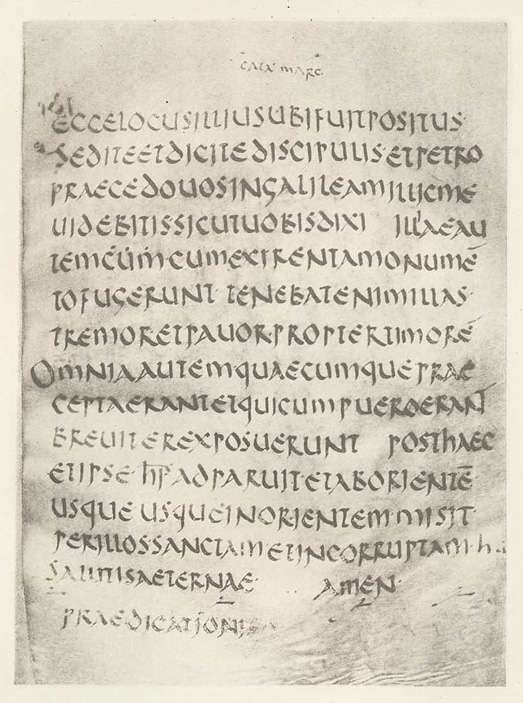
Codex Bobbiensis, zakończenie Marka

Dłuższe zakończenie Ewangelii Marka – 12-wierszowe zakończenie Ewangelii Marka (Mk 16, 9-20), którego pochodzenie od autora Ewangelii podważa część współczesnych badaczy. 
Zakończenia nie zawierają dwa najważniejsze kodeksy biblijne z IV wieku: Synajski i Watykański. Spośród innych greckich rękopisów zakończenia nie zawierają jedynie kodeks minuskułowy oznaczony symbolem 304. Minuskuły 20 i 22 zawierają dłuższe zakończenie, ale na marginesie zamieszczają scholion kwestionujący. Dłuższego zakończenia nie mają co najmniej cztery rękopisy syryjskie, znaczna część rękopisów koptyjskich i ormiańskich, nie uwzględniają go Kanony Euzebiusza. Z ojców Kościoła dłuższego zakończenia nie znają: Klemens Aleksandryjski, Orygenes, Euzebiusz, Hieronim. Jednak Kodeks Watykański, ze względu na pozostawioną lukę (półtorej kolumny), świadczy iż skryba miał świadomość, iż inne rękopisy zawierają tu tekst.
Dłuższe zakończenie posiadają: Kodeks Aleksandryjski, Efrema, Bezy, Waszyngtoński, rękopisy reprezentujące tekst bizantyjski, Diatessaron, przekłady koptyjskie zarówno w dialekcie bohairskim (część rękopisów), jak i saidzkim (część rękopisów). Z ojców Kościoła znają je: Ireneusz (Adversus Haer., 3:10,6), Polikarp, Tertulian. Występuje też we wczesnych lekcjonarzach. 
Dłuższe zakończenie jest raczej nieznane dla  tekstu aleksandryjskiego, przekazuje je natomiast tekst bizantyjski,  cezarejski i  zachodni. 
Rękopisy Rodziny Lake’a zawierają dłuższe zakończenie, jednak z uwagą, że nie występuje w wielu rękopisach i nie zostało uwzględnione przez Kanony Euzebiusza.
Tekst ten cytuje Justyn Męczennik i Ireneusz. Ormiański rękopis Nowego Testamentu pochodzący z 989 roku i oznaczony symbolem MS. 2374, przypisuje autorstwo Mk 16, 9-20 prezbiterowi Arystionowi, wzmiankowanemu we fragmentach Papiasza. Interesującą jest wzmianka Papiasza, iż Marek „o jedno się tylko bowiem starał, o to, by nic nie opuścić z tego, co słyszał, oraz by nie napisać jakiej nieprawdy”, co niektórzy próbują interpretować jako echo toczonego wówczas sporu o zakończenie Ewangelii Marka. 
E.P. Gould zidentyfikował 19 spośród 163 słów perykopy Mk 16, 12-20, które nie występują nigdzie więcej w Ewangelii Marka. Z drugiej strony wiersz 8 nie wygląda na zakończenie, zwłaszcza że kończy się spójnikiem γαρ (bowiem). Takie zakończenie byłoby co najmniej dziwne. Jednak badania wykazały, że takie zakończenie zdania jest dopuszczalne, a w 1972 roku P.W. van der Horst pokazał, że w ten sposób kończył się jeden z traktatów Plotyna.
Karl Hermannn Schelkle sugerował, że pierwotne zakończenie Ewangelii Marka (ostatnia karta papirusowego manuskryptu) mogło ulec zniszczeniu, dlatego po pół wieku dopisane zostało zakończenie na podstawie innych Ewangelii, głównie Łukasza. Takie opinie stają się jednak w ostatnich dziesięcioleciach coraz mniej popularne, wysiłki egzegetów kierują się raczej w kierunku analizy otwartego zakończenia.
Bart D. Ehrman i Daniel B. Wallace są zdania, że tekst ten nie należał do oryginalnej Ewangelii Marka.
Mimo tych wątpliwości, fragment ten uznawany jest przez większość Kościołów za natchniony i pojawia się prawie we wszystkich współczesnych przekładach Ewangelii. Nie pojawia się w Piśmie Świętym w Przekładzie Nowego Świata w rewizji z 2013, a we wcześniejszych edycjach tego przekładu był umieszczany na marginesie, w wydaniu do studium (w j. polskim z 2020 roku) także umieszczony jest na marginesie.
Niektóre rękopisy zawierają też po Mk 16,8 krótsze zakończenie o treści: „Zaraz jednak krótko opowiedziały tym, którzy byli z Piotrem. Następnie zaś od Wschodu aż po Zachód sam Jezus rozpowszechnił przez nich świętą i nieprzemijalną naukę o wiecznym zbawieniu. Amen” (BE). Spośród nich jedynie rękopis k (łaciński Codex Bobbiensis) kończy w tym miejscu Ewangelię Marka, natomiast rękopisy L, Ψ, 083 albo 099, 274mg, 579, ℓ 1602, Sy-Hmg, samss, bomss, aethmss zawierają także dłuższe zakończenie.